# William J. Courtenay
William J. Courtenay (* 5. November 1935) ist ein US-amerikanischer Historiker.

## Leben
Er erwarb 1957 den B.A. an der Vanderbilt University, 1960 den S.T.B. (Bachelor of Sacred Theology) an der Harvard University und 1967 den Ph.D. an der Harvard University. Er war Professor für Geschichte an der University of Wisconsin–Madison (1971–2008).
Seine Forschungs- und Lehrinteressen umfassen mittelalterliche Geistesgeschichte inkl. Philosophie, Theologie und politisches Denken, insb. für das 12. bis 14. Jahrhundert, Mittelalterliche Bildung und Geschichte der Universitäten, sowie Mönchtum.
1979 wurde Courtenay Fellow der Medieval Academy of America, 1996 wurde er in die American Academy of Arts and Sciences gewählt.

## Schriften (Auswahl)
- Adam Wodeham. An introduction to his life and writings. Leiden 1978, ISBN 90-04-05267-4.
- Covenant and causality in medieval thought. Studies in philosophy, theology and economic practice. London 1984, ISBN 0-86078-154-2.
- Schools & scholars in fourteenth-century England. Princeton 1987, ISBN 0-691-05500-9.
- Parisian scholars in the early fourteenth century. A social portrait. Cambridge 1999, ISBN 0-521-64212-4.